# Долежан Валентин Володимирович
Валентин Володимирович Долежан (4 травня 1938, Черкаси — 1 грудня 2019) — український правознавець, доктор юридичних наук (з 1992 року), професор (з 1993 року).

## Біографія
Народився 4 травня 1938 року у місті Черкасах. У 1960 році закінчив юридичний факультет Київського універстету. У 1960–1964 роках працював адвокатом у Володарському і Сквирському районах Київської області, у 1964–1975 роках в органах прокуратури на Вінниччині. В 1975–1977 роках — старший викладач Полтавського сільськогосподарського інституту; протягом 1977–1995 років був завідувачем кафедри загального нагляду Інституту підвищення кваліфікації працівників прокуратури у Харкові. Від 1995 року завідував кафедрою публічного права юридичного факультету Волинського університету. Нині професор кафедри Національного університету «Одеська юридична академія».
У 2012 році став лауреатом Державної премії України в галузі освіти за цикл робіт «Комплекс наукових досліджень проблем судово-правової реформи в Україні у 2001—2011 роках та їх використання у фаховій підготовці юристів».

## Наукова діяльність
Досліджує проблеми прокурорського нагляду. Основні праці:
- «Боротьба з розкраданням засобами загального нагляду» (1979);
- «Акти прокуратури із загального нагляду» (1983, у співавторстві);
- «Прокурорський нагляд за додержанням законів у сільському господарстві» (1986);
- «Закон України „Про прокуратуру“. Науково-практичний коментар» (1993);
- «Дія принципу стримувань і противаг у стосунках між гілками влади у Конституції України» (1997).